# 森嘉彦
森嘉彦（Mori Yoshihiko）は、京都出身のウクレレ・スティールギター奏者。
ハワイアンコンテンポラリーバンド「ククイナッツバンド」や、ウクレレジャズコンボ「マジックアイランド」を主宰。ジャジーでトロピカルな演奏は、従来のウクレレのイメージを凌駕し、独自の「モリスタイル」を確立。
現在、京都を中心に活動中。全国各地でウクレレスクールも開講している。

## 来歴
京都生まれ。
13歳よりスチールギター、ギター、ウクレレの独習に専念。
20代の一時期、日本ハワイアン界の重鎮、大橋節夫率いる「ハニーアイランダース」のメンバーに誘われ参加。
1964年 - マウイハワイアンズ バンドリーダーとして活躍、ホテルやクラブの営業をこなす。
1983年 - ハーブオオタ初来日以降３年、ツアーメンバーとして活躍。その他、ハワイ一流ミュージシャンとも数多く共演。
1986年 - 西日本で初めて、東京から三崎良子プロを講師にフラ教室を開講し、西日本のフラブームのきっかけを創る。
1985年 - 「KUKUINUTS BAND(ククイナッツバンド)」を結成。時代に先駆け、本格的なコンテンポラリーハワイアン音楽の草創となる。
1999年 - 「森嘉彦プロ ウクレレスクール」創設。
2000年 - ウクレレ、ピアノ、ベース、ドラムスでカルテット「MAGIC ISLAND（マジックアイランド）」結成。
2003年 - 世界初フルバンドとウクレレのコラボレートを企画した。横浜音泉倶楽部のＣＤ「コラボレーション」にてウクレレの可能性を拡充。
2008年5月、GREAT JAZZ 日本ツアーを開催し、日本に初めてBenny Chongを紹介。
2009年8月、第二回 GREAT JAZZ UKULELEを大阪で開催。

## CD

### アルバム
- MAGIC ISLAND（1995年）- Hawaiian band KUKUI NUTS BAND(アイランド系統のハワイアンCD)

1. MAGIC ISLAND
2. KAUOHA MAI
3. NANI KAUAI
4. HULA BLUES
5. HONOLULU
6. ALOHA IA O WAIANAE
7. HAWAII
8. SADIE/MOONLIGHT AND SHADOWS
9. PUA CARNATION
10. MY HAWAIIAN HULA GIRL
11. NOHO PAIPA
12. KAHEARANI
13. KA ULUWEHI O KE KAI
14. KOKEE
15. HONOLULU CITY LIGHT

- I WISH（2004年）- Ukulele tropical jazz unit MAGIC ISLAND

1. I WISH YOU LOVE
2. 酒とバラの日々
3. リカルド ボサノヴァ
4. EAST OF THE SUN
5. NIGHT AND DAY
6. IT DON'T MEAN A THING
7. BLACK ORPHEUS
8. JAZZ SAMBA
9. 星空に雲が流れて

- COLLABORATION（2003年）- Big band&ukulele 横浜音泉倶楽部&森 嘉彦(世界初フルバンドとウクレレのコラボレートを企画したCD)

1. Ya Gotta Try…Harder!
2. SUKIYAKI
3. Moonlight Serenade
4. コーヒールンバ
5. 美女と野獣
6. WAVE
7. いつか王子様が
8. 真っ赤な太陽
9. Computer
10. Akaka Falls
11. Fascinating Rhythm
12. Night and Day